# Charles Weyher
Charles Weyher est un industriel français né le 1er février 1836 à Strasbourg et mort le 2 mai 1916 à Fontaine-Daniel.

## Biographie
En 1869, il épousera à Saint-Georges-Buttavent, Blanche Denis, fille de Martin Denis. Ils auront 5 filles dont Suzanne, qui épousera Jean Schlumberger.
Ingénieur diplômé de l’École centrale des arts et manufactures (Promotion 1857), il dirigera tout d'abord avec son condisciple Alfred Loreau, puis avec Pierre Richemond la Société des établissements Weyher et Richemond, sise au 50 route d'Aubervilliers à Pantin et fabriquant des machines à vapeur.
Il mènera également dans son laboratoire au Château de Bois-Salair (Fontaine-Daniel), des recherches et des expérimentations sur les trombes marines,